# 朴俊炯
朴俊炯（韓語：박준형，1969年7月20日—），韩国男歌手，韩国流行音乐团体鼻祖g.o.d成员，SidusHQ经纪公司旗下艺人。

## 早期生活
朴俊炯出生於韓國，是三個兄弟姐妹中最小的一個，在美國長大，後來成為美國公民。父親在他年輕的時候就過世，留下他和他的哥哥姐姐由母親獨自撫養成人。他畢業於美國加利福尼亞州威斯敏斯特的La Quinta高中，並就讀於加州州立大學長灘分校。在進入娛樂圈之前，他曾在一家廣告公司擔任平面設計師。

## 事業

### 早年和g.o.d的組成
1997年7月，朴俊炯負笈美國唸書時，通過身在韓國的姐姐幫忙會見 SidusHQ 經紀公司社長而成為了g.o.d（Groove Over Dose）的第一個成員。他夢想創建一個流行音樂團體，希望將韓國音樂與西方文化融為一體。他招募的第一個成員是其表弟Danny Ahn，其次是Danny的朋友孫昊永、歌手尹啟相和新秀女演員金宣兒，該團體最初是一個六人男女混聲團體，暫定名為“GOT6”。不料準備出道期間經歷亞洲金融風暴，經紀公司在自身財務難保下，無法對團員說出解散因由，故將他們丟在偏遠山區宿舍，希望他們自行離開。g.o.d成員在練習生宿舍度過了兩年無薪酬時期，僅靠朴俊炯拍攝《順風婦產科》的微薄收入維持組合運作。金融危機過後，社長派人整理宿舍，發現g.o.d仍然留守，因此深受感動，決定即使借貸也要讓他們出道。於是請來名製作人朴軫永為g.o.d量身打造專輯，朴軫永帶來自己經紀的歌手金泰宇加入該組合成為主唱，將原本計畫以男女混聲團體出道的女主唱送走，g.o.d男子團體模型至此完整誕生。

### 1999-2005：g.o.d
1999年1月13日，g.o.d首次於電視上亮相，於《一個晚上的TV節目》表演首張正規專輯《Chapter One》的主打歌曲《獻給母親》(어머님께)。這首歌是朴俊炯根據自己的身世改編的歌曲，他是由喪偶的母親單獨撫養長大。這首歌包含了g.o.d對母親親切的愛和對母親的想念。在歌詞裏面還可以看出成員的生活。在這首歌裏通過他們的舞蹈可以看出他們成為搖滾歌手的另一面。這首歌的主題對於偶像團體來說非常不尋常。然而，這首歌成為了g.o.d最著名的熱門歌曲之一，他們在出道同年獲得SBS歌謠大戰最佳新人獎。
由於朴俊炯和隊內成員金泰宇之間有12歲的年齡差距，朴俊炯以三十歲出道，大於同時期十幾歲至二十出頭的偶像團體成員，再加上朴俊炯皮膚黝黑，在當時比較不討喜。
2001年，朴俊亨被透露正在交往，當時韓國的偶像團體成員交往被認為是禁忌，該團體幾乎瓦解。管理層在沒有通知朴俊炯及其他成員的情況下宣布朴退隊，g.o.d將以四人組合運作。歌迷強烈反對，他們簽署了反對該決定的請願書，並威脅抵制音樂會。Danny Ahn、尹啟相、孫昊永和金泰宇舉行了新聞發布會，表明對朴俊炯的支持，管理層最終放棄對朴俊炯退隊安排。
2002年世界盃備戰期間，g.o.d為韓國隊創作音樂True East Side （页面存档备份，存于）並最終被選為韓國隊隊歌。

### 2006-2014：影視發展
2005年面臨主唱金泰宇即將入伍服役的困境，最終g.o.d宣布無限期停止活動。朴俊炯回到美國向影視業發展。
2008年，於駭速快手中扮演白金色頭髮的Yakuza Driver。
2009年，於《七龍珠》的真人電影《七龍珠：全新進化》中扮演飲茶(七龍珠)，其他主演包括賈斯汀·查特溫、艾美·羅森、鄭智麟及周潤發。朴俊炯在拍攝《七龍珠：全新進化》時背部受傷，治療了兩年多康復。

### 2014年至今：重返韓國
2014年5月8日，在國民期待g.o.d.再合體的聲浪中，g.o.d.以5人完整體回歸。朴俊炯與SidusHQ重新簽約，SidusHQ同時亦管理 g.o.d.。自從g.o.d重聚以來，朴俊炯一直利用擔任平面設計師的經驗為出道15週年Reunion演唱會提供背景視覺效果及設計演唱會海報。
2014年，朴俊炯在MBC電視劇《命中注定我愛你 (韓國電視劇)》中客串出演廣告模特兒，這套電視劇是由他的朋友張赫主演，張赫曾在g.o.d的首張歌曲《獻給母親》的音樂錄像中出演。朴俊炯與少女時代的Sunny和GOT7的王嘉爾參與了Roommate第二季的拍攝。
自從回到韓國以來，朴俊炯在不同真人秀節目中演出，如無限挑戰、SNL Korea、黃金漁場 Radio Star、人生酒館等。他開朗和坦率的個性受到觀眾的歡迎。他出演了歌手Amber的首張EP Beautiful主打曲《Shake That Brass （页面存档备份，存于）》和金鐘國所屬組合Turbo的主打歌曲《Hot Sugar（뜨거운설탕） （页面存档备份，存于）》的音樂錄影帶中。
2018年發行g.o.d.出道20週年紀念專輯《Then & Now》，同年底到次年初舉辦出道20週年Greatest系列演唱會。
2018年7月，朴俊炯開設了YouTube頻道Wassup Man （页面存档备份，存于），記錄他在韓國的生活，該頻道在兩個月內有近90萬用戶。 根據 YouTube 彙編的韓國觀看次數最多和最受歡迎的視頻數據，Wassup Man 在 2018 年最短的時間內吸引了最多的韓國訂閱者。 
2019年，朴俊炯被評選為韓國富比士名人榜第35位。
2020年，Wassup Man被改編為Netflix節目《Wassup Man GO》，記錄他在洛杉磯的生活。

## 個人生活
2015年5月4日，朴俊炯透過經紀公司宣布與拍拖一年的圈外女友結婚，女方是一名空姐，他們於6月26日完婚。
2017年，朴俊炯的妻子誕下一女。

## 綜藝節目
| 日期                            | 播放平台        | 節目名稱                                                       | 出演集數         | 備註                               |
| ------------------------------- | --------------- | -------------------------------------------------------------- | ---------------- | ---------------------------------- |
| 2000年1月9日 - 2001年5月12日    | MBC             | 《god的育兒日記》                                              | 第1集-第61集     | 與god全員                          |
| 2001年8月4日 - 2001年8月11日    | MBC             | 《god的育兒日記特輯》                                          | 第73集-第74集    | 與god全員                          |
| 2001年12月29日 - 2002年1月5日   | MBC             | 《god的育兒日記新年特輯》                                      | 第94集-第95集    | 與god全員                          |
| 2014年9月21日 - 2015年4月14日   | SBS             | 《Roommate 2》                                                 | 全集             |                                    |
| 2015年11月6日 - 2015年12月25日  | SBS             | 《叢林的法則》第4季                                            | 第186集至第193集 |                                    |
| 2017年9月14日 - 2017年11月2日   | JTBC 2          | 《自討苦吃》                                                   | 全集             |                                    |
| 2018年1月26日－2018年4月20日    | Mnet            | 《看見你的聲音S5》                                             | 第1集至第12集    |                                    |
| 2018年6月30日 - 2018年9月11日   | JTBC 2          | 《自討苦吃2》                                                  | 全集             |                                    |
| 2018年7月8日 - 2018年9月23日    | MBC             | 《Dunia》                                                      | 第6集至第15集    |                                    |
| 2018年10月27日 - 2019年2月9日   | JTBC            | 《團結才能火2》                                                | 第1集至第11集    |                                    |
| 2018年10月11日 - 2018年12月13日 | JTBC            | 《一起走吧》                                                   | 第1集至第10集    | 與god成員                          |
| 2019年1月18日 - 2019年2月22日   | Mnet            | 《看見你的聲音S6》                                             | 第1集至第6集     |                                    |
| 2019年3月29日 - 2019年6月14日   | Channel A       | 《地球人LIVE》                                                 | 全集             |                                    |
| 2019年4月7日 - 2019年6月23日    | JTBC            | 《Stage K》                                                    | 全集             |                                    |
| 2019年4月25日 - 2019年5月30日   | Mnet            | 《TMI News》                                                   | 第1集至第6集     |                                    |
| 2019年4月27日 - 2019年7月13日   | MBN             | 《訓MAN正音》                                                  | 第1集至第10集    |                                    |
| 2019年6月16日 - 至今            | tvN             | 《Super Hearer》                                               | 第1集至今        |                                    |
| 2021年1月27日 - 2021年3月31日   | Studio LuluLala | 《WassupManX 》                                                | 第1集至第10集    | KCM、朱利安·姜、 奧斯丁·姜共同主持 |
| 2023年9月28日                   | KBS2            | 「KBS 50週年Ｘgod 25週年」 2023 KBS大企劃 《ㅇㅁㄷ god》演唱會 | 中秋特別節目     | god全員                            |
| 2024年3月30日 - 2024年5月4日    | ENA             | 《大富翁世界旅行2》                                            | 第4集-第9集      |                                    |

## 電影
- 2020年：《明明會說話》飾演 雄鷹（聲音出演）